# Liegnitzer Sammlung

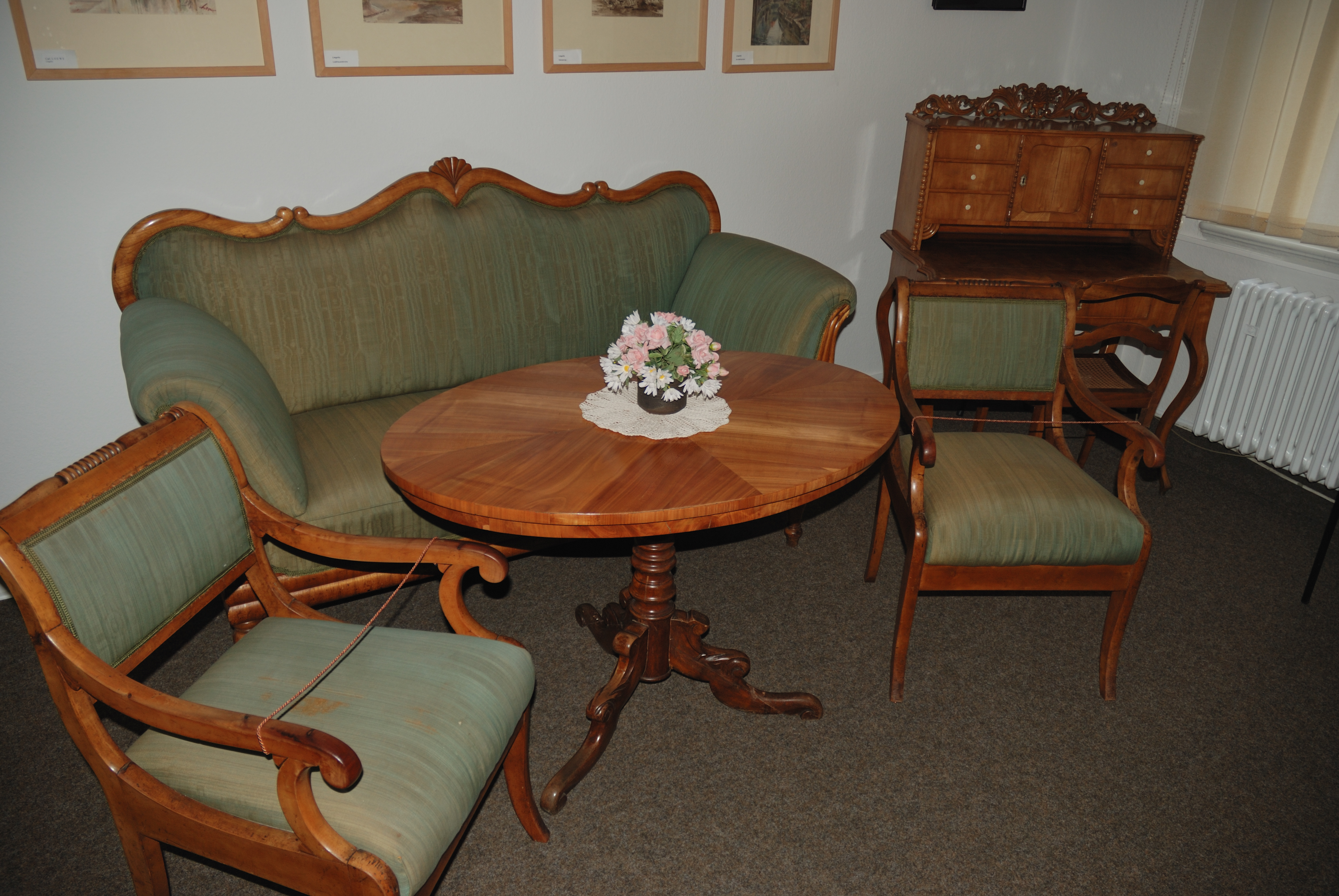
Mobiliar aus dem Kreis Liegnitz aus den 1830ern

Die Liegnitzer Sammlung in Hoyerswerda beinhaltet Gegenstände der Stadt Liegnitz (heute Legnica) sowie aus dem Landkreis Liegnitz und dem Herzogtum Liegnitz. Sie wurde auf Initiative von Dr. Gerhard Kaske gegründet. Liegnitz ist die niederschlesische Partnerstadt Wuppertals. Nach eigenen Angaben zählt sie zu den wichtigsten auf Schlesien bezogenen Sammlungen in Deutschland. Untergebracht war die Sammlung seit Anfang 2009 im Wuppertaler Verwaltungsgebäude Vohwinkel. Heute befindet sich die Sammlung in Hoyerswerda (Freistaat Sachsen).

## Organisation

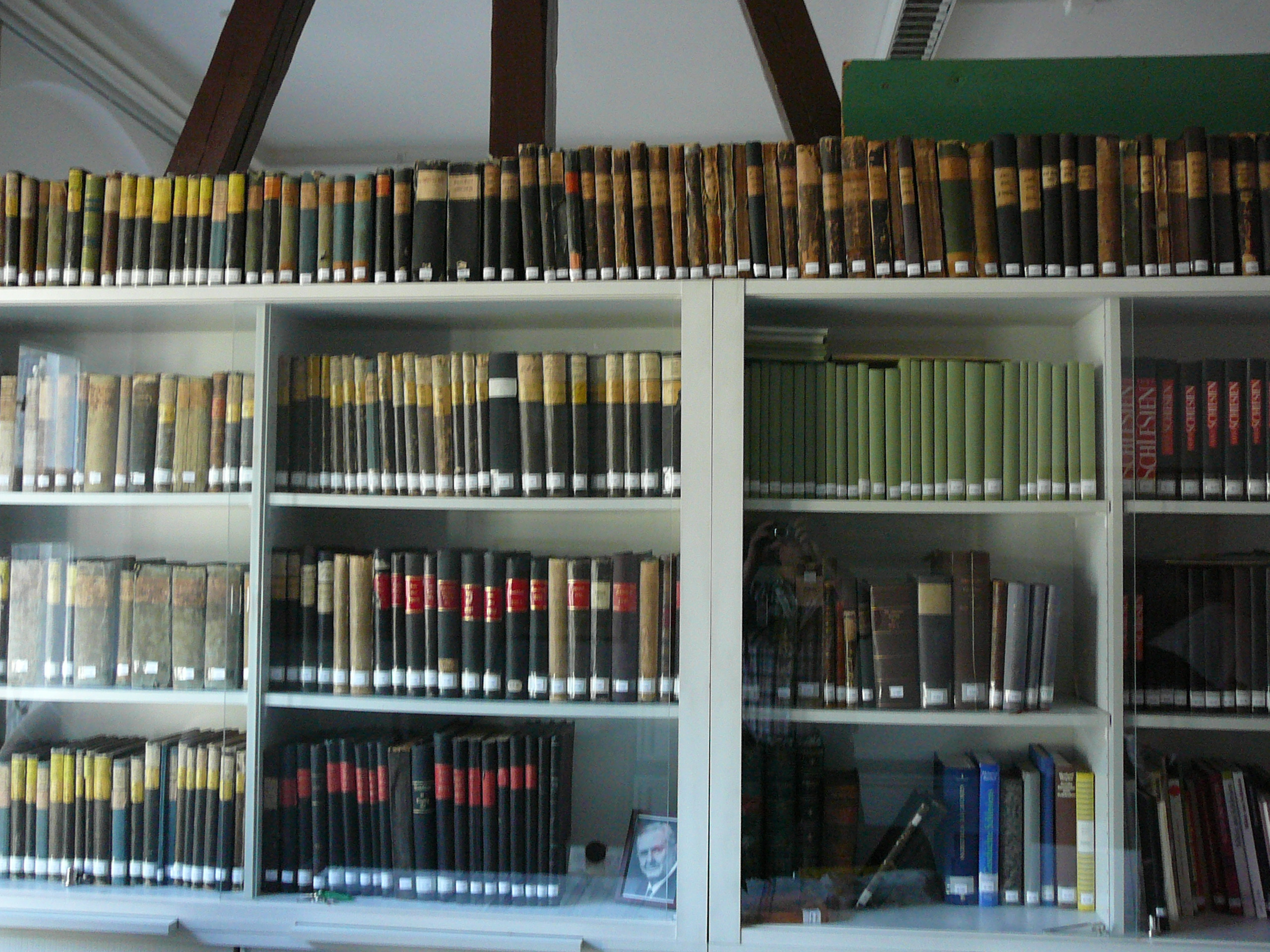
Ein Teil des Archivs

Betreut wird die Ausstellung vom Arbeitskreis Liegnitzer Sammlung Wuppertal der im Rheinischen Museumsbund organisiert ist und eng mit den beiden Liegnitzer Vereinen kooperiert, der Bundesgruppe Liegnitz – Stadt und Land – e.V.  (BGL) und der Historischen Gesellschaft Liegnitz e.V.  (HGL). Über die Liegnitzer-Vereine besteht eine Kooperation mit dem Kupfermuseum und dem Staatsarchiv in Liegnitz. Die Trägerschaft der Sammlung liegt bei der Stadt Wuppertal, dem BGL und der HGL. Die HGL wurde 1970 in Wuppertal gegründet.
Der Arbeitskreis organisierte rund 50 Sonderausstellungen, die unter anderem in Breslau, Düsseldorf, Königswinter, Liegnitz, Siegburg und Görlitz zu sehen waren. Teilweise wurde dabei mit deutschen und polnischen Museen kooperiert.
Der Arbeitskreis beschränkt sich in seiner wissenschaftlichen Arbeit nicht nur auf museale Aufgaben, sondern arbeitet mit an Jahresausgaben, die die HGL herausgibt. Auch werden Anfragen bearbeitet, die durch das Archiv der historischen Bücher und Dokumente beantwortet werden können.

## Geschichte
1952/53 übernahm die Stadt Wuppertal die Patenschaft für die vertriebenen deutschen Bürger aus der Region Liegnitz. Es wurden zweijährlich Patenschaftstreffen organisiert, zu denen aus dem ganzen Bundesgebiet Liegnitzer nach Wuppertal anreisten. Sie brachten dazu im Laufe der Zeit kulturelle Erinnerungsgegenstände aus Schlesien mit. Diese wurden zunächst gesammelt und in einem Raum im Rathaus ausgestellt. Die mit der Zeit zahlreichen Gegenstände konnten nicht mehr angemessen im Rathaus untergebracht werden, so bemühten sich der Vorstand des BGL und der Patenschaftsausschuss um eine geeignetere Unterbringung. Diese fand sich in einem der beiden Haspel-Häusern in der Friedrich-Engels-Allee, die bis 1980 renoviert wurden. Der Stadtrat beschloss am 5. März 1979 die mietfreie Unterbringung der Sammlung auf einer Etage des Gebäudeensembles, die dort in Anwesenheit des Oberbürgermeisters Gottfried Gurland feierlich am 20. September 1980 eröffnet wurde.
Die Verbindung der beiden Städte wurde 1993 durch eine Städtepartnerschaft gefestigt.
Die Sammlung war bis 2008 an der Friedrich-Engels-Allee untergebracht, bis zum Sommer 2020 wurden im Rathaus Vohwinkel dafür im ersten Obergeschoss zwei Räume bereitgestellt. Die Sammlung wurde in die „Stiftung Erinnerung, Begegnung, Integration – Stiftung der Heimatvertriebenen im Freistaat Sachsen“ integriert und nach Hoyerswerda überführt.

## Bestand

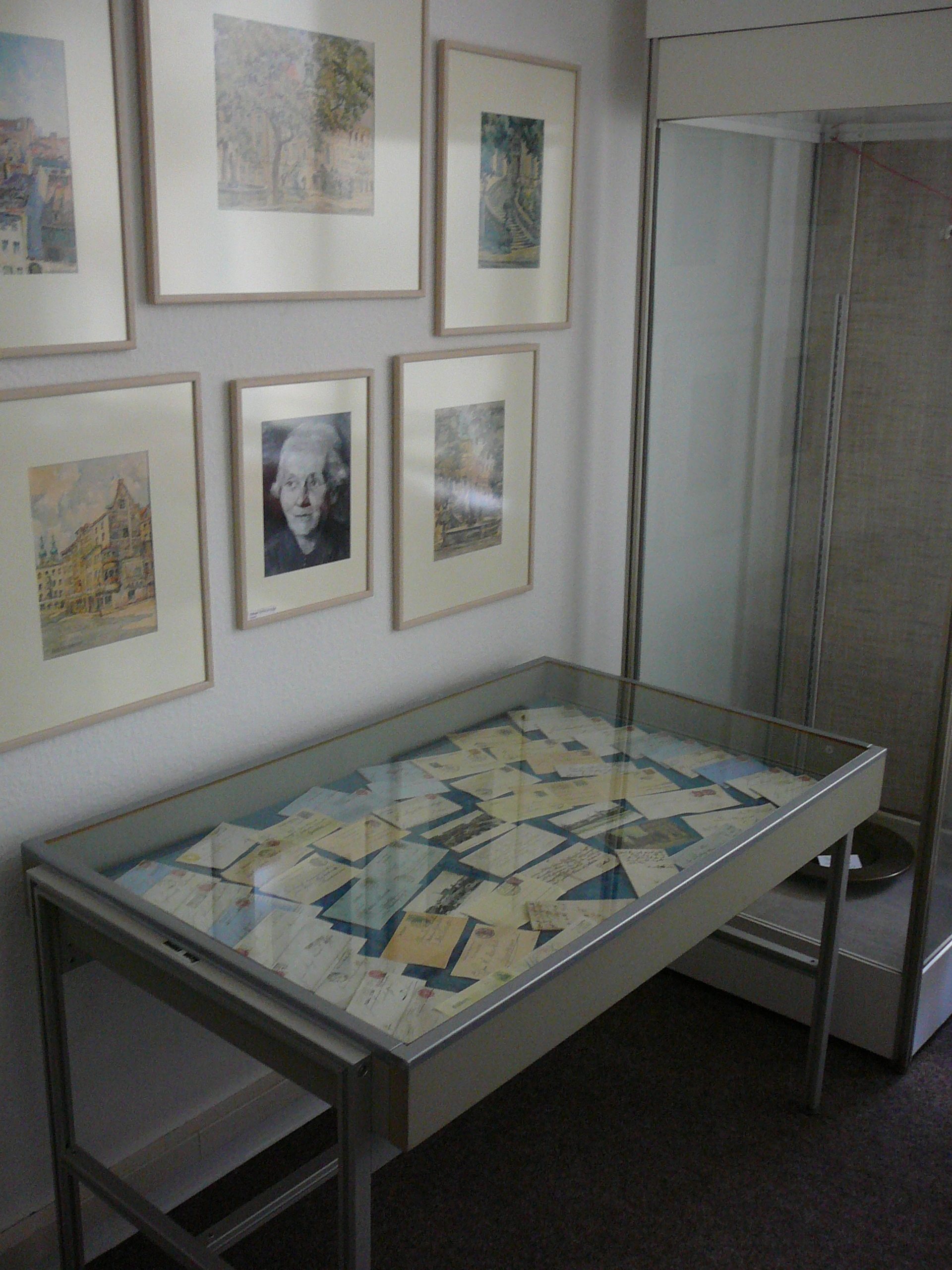
Historische Schriftstücke

Zum Bestand zählen Grafiken und Zeichnungen, Möbel, Schriftstücke, Münzen, archäologische Fundstücke, Bunzlauer Keramik und Textilien. Als wertvoll werden die Möbelstücke aus den 1830ern, die archäologischen Objekte, und eine Sammlung Münzen vor allem des 16. und 17. Jahrhunderts erwähnt.
Weiter existieren eine Urkunde mit Siegel aus dem Jahr 1438, Kupfer- und Stahlstiche zur Entwicklung der Stadt vom 16. Jahrhundert an. Das Liegnitzer Jahrbuch des Stadtschreibers Georg Thebesius, gedruckt 1733. Alte Adressbücher im Bestand sind für Genealogen interessant.
Die Sammlung enthält auch Werke des Malers und Graphikers Theodor Blätterbauer.